# William Guilfoyle
William Robert Guilfoyle (8 de diciembre de 1840 – 25 de junio de 1912) fue un jardinero de paisajes y botánico en Victoria, Australia, conocido como el diseñador del Real Jardín Botánico de Melbourne y el responsable del diseño de muchos parques y jardines en Melbourne y regiones del estado de Victoria.

## Primeros años
Guilfoyle nació en el barrio londinense de Chelsea, Inglaterra, de Charlotte (nacida Delafosse) y Michael Guilfoyle (muerto en 1884), un jardinero de paisaje y un dueño de un vivero. La familia emigró a Sídney en 1853 donde William Guilfoyle fue educado en la universidad de Lyndhurst, en Glebe, Nueva Gales del Sur, donde recibió la instrucción botánica por William Woolls, William Sharp MacLeay (1792–1865) y John MacGillivray (1821–1867), quienes todos ellos lo alentaron a seguir los pasos de su padre.
En 1868 William Guilfoyle fue designado al personal científico del HMS Challenger con el que viajó alrededor de Océano Pacífico. Guilfoyle se asentó en el Valle del río del tweed, Nueva Gales del Sur, donde cultivó tabaco y caña de azúcar y primeramente encontró al conocido botánico alemán Ferdinand von Mueller.

## Jardín botánico de Melbourne
En abril de 1873 Mueller creó el género Guilfoylia y describe a GWilliam Guilfoyle como "distinguido colector [quién] evidenció un gran ardor" y grandes esperanzas llevadas a cabo por su capacidad de recogida. Pero la opinión de Mueller cambió cuando Guilfoyle fue designado para tomar su lugar como director del Real Jardín Botánico de Melbourne el 21 de julio de 1873. Este acusó a Guilfoyle de ser un "dueño de un plantel [con] ningunas demandas de conocimiento científico cualquiera que fuera" y de conseguir el trabajo debido a estar relacionado con la esposa del ministro responsable. Mueller posteriormente suprimió Guilfoylia como parte del género de Cadellia en su censo botánico de 1882.
Mueller había adoptado un acercamiento científico y educativo al jardín botánico, que le había venido influido por las críticas de influyentes Melburnianos, que quiso jardines más estéticos para uso recreacional. William Guilfoyle fijó sobre crear el "estilo de paisaje más famoso mundialmente de los jardines pintorescos". Guilfoyle preparó céspedes arrebatadores, sendas de serpenteo y lagos que brillaban, creando una serie de vistas que ofrecían una sorpresa en cada esquina. El pantano y la laguna fueron separados del río Yarra bajo dirección de Carlo Catani (1852-1918), un ingeniero civil con el departamento de obras públicas, permitiendo que Guilfoyle cree la cadena de lagos ornamentales que ampliaban más lejos la belleza de los jardines.
El "Temple of the Winds" (Templo de los vientos) el monumento fue dedicado al gobernador Charles La Trobe y erigido por William Guilfoyle en el jardín botánico. El templo se compone de 10 columnas en vez de las normales 8 o 12 que sean más fácilmente divisibles por los cuatro puntos de la brújula.

## Parques públicos en Melbourne
Otros trabajos públicos incluyeron la plantación de árboles y ajardinamientos adicionales de "Kings Domain", Melbourne y refinamiento el diseño original del jardín de la "Government House, Melbourne" (casa del gobierno) con muchos árboles maduros, incluyendo coníferas, especies australianas de la selva tropical y árboles de hoja caduca, que son característicos de la época y que también reflejan el gusto personal de Guilfoyle (Registro de la herencia del Victorian). Los jardines de Carlton, ahora un Patrimonio de la Humanidad, fueron ajardinados para la exposición internacional de Melbourne de 1880 por varios diseñadores y horticultores, incluyendo Clement Hodgkinson, William Sangster, Nicholas Bickford, y William Guilfoyle.
Los jardines en el hipódromo de Aspendale fueron diseñados por William Guilfoyle.
En 1902 William Guilfoyle transformó la charca ornamental en Treasury Gardens de Melbourne, en un jardín japonés, no obstante el jardín fue demolido después de la Segunda Guerra Mundial.

## Jardines botánicos regionales
Poco después de terminar de ajardinar el principal de los jardines botánicos reales en Melbourne en 1879, Guilfoyle diseñó varios jardines botánicos en ciudades regionales del estado de Victoria:
- Jardín botánico de Camperdown que actualmente ofrece un arboreto, ejemplos raros del roble de los Himalayas y una estatua del poeta escocés Robbie Burns, que estuvo colocada una vez en el castillo de Tydenham, cerca de Londres. Varias plantaciones de olmos en avenidas en Camperdown fueron diseñadas por Guilfoyle.
- Jardín Botánico de Colac en Queen street localizado en las orillas del Lake Colac, were establecido en 1868, remodelado en 1910 por Guilfoyle e incluye una gran diversidad de plantas con muchos árboles viejos y raros y un cenador de la rosa.
- Jardín botánico de Hamilton desde 1881. Con una extensión de 16,000 m², los jardines se caracterizan por especies botánicas raras, una magnífica Rotonda restaurada, un pequeño parque zoológico, un patio y la fuente ornamental de Thomson. El National Trust of Australia clasificó al jardín en 1990 con el reconocimiento de ocho especies de árboles en la lista del "Register of Significant Trees in Victoria".
- Jardín botánico de Horsham localizado junto al río Wimmera.
- Jardín botánico de Koroit que forma parte de un área recreacional mayor.
- Jardín botánico de Warrnambool que está diseñado con amplios senderos curvados, árboles raros, una charca de lirios acuáticos con patos, una colección de helechos y un quiosco de la música.

## Jardines privados
Guilfoyle también realizó trabajos privados de diseño del paisaje que incluyeron el "Coombe Cottage" de Nellie Melba en Coldstream; "Linden" de Moritz Michaelis" en Acland Street, "Mawallok" entre Skipton y Beaufort para Philip y Maria Russell en 1909, St Kilda; "Werribee Park" para los Chirnside brothers; y dos jardines cerca Birregurra, "Mooleric" - un jardín privado de cuatro acres (16,000 m²) registrado bajo la "Heritage Act" como finca de significación nacional, y "Turkeith" para Sr. Y señora Urquhart Ramsay.
Los jardines alrededor del parlamento de Melbourne fueron diseñados por Clement Hodgkinson y William Guilfoyle que diseñó los Parliament Gardens, un pequeño parque triangular que ofrece la "Coles Fountain" y proporciona unas vistas agradables de la casa del parlamento, catedral de San Patricio, la sinagoga vieja, la iglesia baptista vieja y el parque de bomberos de la colina del este. Se convirtieron en una reserva pública en 1934.
Los 'Parliament House Gardens (Jardines del parlamento), fueron diseñado por Guilfoyle, tienen el acceso restringido siendo utilizados por los parlamentarios, los huéspedes, y los funcionarios durante los garden parties oficiales. El jardín contiene el roble federal que fue plantado en 1890 por Sir Henry Parkes; una placa que reconoce los esfuerzos de Vida Goldstein; y un pabellón de estilo oriental.
Guilfoyle se retiró del diseño del paisaje en 1909, viviendo en Chatsworth en Jolimont Road, Jolimont y murió el 25 de junio de 1912.
- La abreviatura «Guilf.» se emplea para indicar a William Guilfoyle como autoridad en la descripción y clasificación científica de los vegetales.[1]